# Strathcona (Île-du-Prince-Édouard)
Strathcona est une communauté dans le comté de Kings sur l'Île-du-Prince-Édouard, au Canada, au nord de Georgetown.